# Харківський прикордонний загін
4-й Харківський прикордонний загін — військова частина 9951, охороняє українсько-російську ділянку кордону протяжністю 315,5 км в тому числі 7,5 км по воді, в межах 4 районів (Богодухівського, Куп'янського, Харківського та Чугуївського) і здійснює пропуск осіб, транспортних засобів, вантажів та іншого майна, в 18 пунктах пропуску (пунктах контролю) через державний кордон України.

## Історія
20 жовтня 1992 був сформований Харківський загін прикордонного контролю, який очолив полковник Єгоров Ігор Васильович.
11 лютого 2023 року 4 прикордонний загін Державної прикордонної служби України указом Президента України Володимира Зеленського відзначений почесною відзнакою «За мужність та відвагу».

## Склад загону
До складу загону входять:
- управління загону
- 16 відділів прикордонної служби (ВПС): «Харків», «Харків – аеропорт», «Харків — залізничний», «Харків — пасажирський», «Дніпро — аеропорт», «Дергачі», «Веселе», «Вовчанськ», «Куп'янськ», «Тимофіївка», «Тополі», «Козача Лопань», «Вільхуватка», «Жовтневе», «Білий Колодязь», «Стариця»
- прикордонний пост «Золочів»
- мобільна прикордонна застава «Харків»
- підрозділи забезпечення.

## Командири
- полковник Єгоров Ігор Васильович (1992 — 1994 рр.)
- полковник Андрейченко Володимир Олександрович (1995 — 2000 рр.)
- підполковник Нерода Віктор Васильович (2000 — 2003 рр.)
- полковник Бідило Сергій Вікторович (2003 — 2006 рр.)
- полковник Васянкін Ігор Юрійович (з 08.09.2006 по 14.12.2006 р.)
- полковник Задорожний Олександр Миколайович (з 14.12.2006 по 2010 р.)
- полковник Мельниченко Віктор Іванович[3][4] (2010 — 201? рр.)
- підполковник Крук Олександр Іванович (2013 — 2015 рр.)
- полковник Зайцев Юрій Олександрович (2015 — 201? рр.)
- підполковник Осадчук Олександр Степанович (2017 — 2018? рр.)
- полковник Гоць Роман Євгенійович (2019? — дотепер)

## Втрати
- 24 лютого 2022 - Прохоров Дмитро Олексійович, старший солдат
- 30 листопада 2022 - Федоров Андрій Сергійович, 26 років. Солдат, старший механік рухомої майстерні обслуговування автомобільної техніки об’єднаної ремісничої майстерні. Помер під час несення служби у Харківській області внаслідок гострого порушення кровообігу, кардіоміопатії.
- 14 березня 2025 - Михайло Біднюк. Загинув під час виконання бойового завдання на Харківському напрямку[5].
- 11 травня 2025 - Михайло Сорочан[6].